# Pablo Canavosio
Pas d'image ? Cliquez ici

a Compétitions nationales et continentales officielles uniquement.

b Matchs officiels uniquement.
Dernière mise à jour le 26 janvier 2024.
Pablo Luis Canavosio, né le 26 décembre 1981 à Cordoba (Argentine), est un joueur international italien de rugby à XV, né en Argentine mais d'origine italienne. Il évolue au poste de demi de mêlée ou parfois d'ailier et compte 38 sélections avec l'Italie (1,75 m pour 83 kg).

## Carrière

### En équipe nationale
Il a honoré sa première cape internationale en équipe d'Italie le 25 juin 2005 à Melbourne contre l'équipe d'Australie et sa dernière lors de la Coupe du monde 2011 face à l'équipe de Russie.

## Palmarès

### En club
- Champion d'Italie : 2005, 2012, 2014 et 2015 avec le Rugby Calvisano
- Coupe d'Italie : 2004, 2012 et 2015 avec le Rugby Calvisano

### En équipe nationale
- 38 sélections en équipe d'Italie depuis 2005 à 2011.
- 6 essais (30 points)
- Sélections par année : 2 en 2005, 10 en 2006, 4 en 2007, 5 en 2008, 5 en 2009, 8 en 2010, 5 en 2011.
- Tournois des Six Nations disputés : 2006, 2008, 2009, 2010, 2011.

En Coupe du monde :
- 2007: 1 sélection (Portugal)
- 2011: 1 sélection (Russie)